# Cheiracanthium tanmoyi
Cheiracanthium tanmoyi är en spindelart som beskrevs av Biswas och Roger Roy 2005. Cheiracanthium tanmoyi ingår i släktet Cheiracanthium och familjen sporrspindlar. Inga underarter finns listade i Catalogue of Life.